# ザ・セブンズ
ザ・セブンズ（7he Sevens）はアラブ首長国連邦のドバイにある多目的球技場である。

## 概要
IRBセブンズワールドシリーズであるドバイセブンズの会場と2009年に開催されたラグビーワールドカップセブンズの会場のために2008年に完成。またラグビーアラビアンガルフ代表のホームスタジアムでもある。その他サッカーのドバイフットボールチャレンジ（2014年12月30日のR・マドリード対ミラン）が開催されたほか、クリケットの施設もある。
野球の開催例もあり、2024年11月にはベースボール・ユナイテッドの国別対抗戦「アラブクラシック」が開催された。2025年2月には野球場が新設され、グラウンドサイズはヤンキー・スタジアムと全く同じとなっているほか、人工芝は横浜スタジアム等で使用されている「フィールドターフ」を採用している。
コンサートとしての開催も多く、これまでにロッド・スチュワート、デュラン・デュラン、ジャスティン・ビーバー、ワン・ダイレクションらがライブを行った。